# Giovanni Camilla

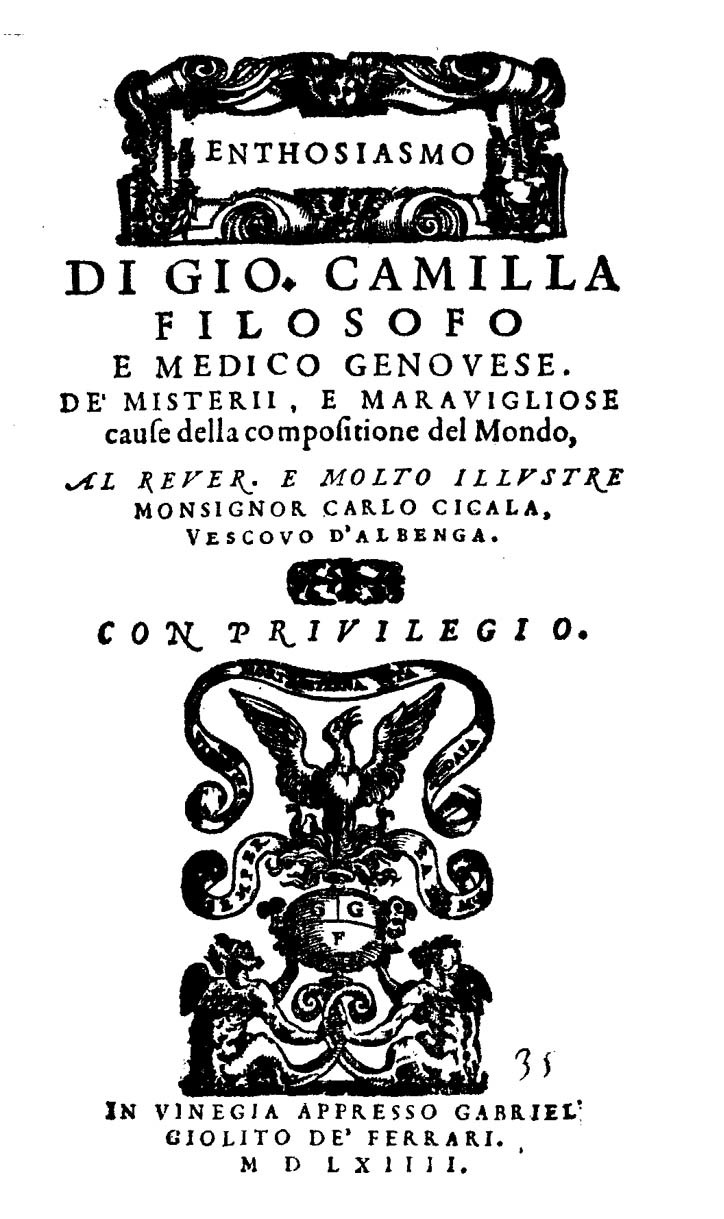
Enthosiasmo, 1564

Giovanni Camilla, scritto anche Camilli o Camillo, in latino Ioannes Camillus (Genova, ... – ...; fl. seconda metà del XVI secolo), è stato un medico e filosofo italiano.

## Opere
- Enthosiasmo. De' misterii, e maravigliose cause della compositione del Mondo, Venezia, Gabriel Giolito de' Ferrari, 1564.